# Ctenomys mendocinus
El tuco-tuco mendocino (Ctenomys mendocinus), o tundunque, es una especie de roedor histricomorfo de la familia Ctenomyidae cuasiendémica de Argentina, con una población presente en Chile, restringida a una localidad de la comuna de San José de Maipo (Región Metropolitana de Santiago).
Su actividad reproductiva se desarrolla de mediados de julio a marzo, gesta tres meses, y los primeros nacimientos ocurren de mediados de octubre a marzo.